# Ace Combat: Assault Horizon
Ace Combat: Assault Horizon (エースコンバット アサルトホライゾン Ēsu Konbatto Asaruto Horaizon?) es un videojuego de simulación de vuelo desarrollado por Project Aces y publicado por Bandai Namco Games para PlayStation 3 y Xbox 360 en octubre de 2011. Es un derivado de la serie Ace Combat. El juego se lanzó posteriormente en Microsoft Windows en enero de 2013 a través de Steam y Games for Windows – Live, siendo este último el lanzamiento comercial final para la plataforma en breve antes de su discontinuación.
La principal novedad del juego es un sistema llamado "Modo de pelea de perros" (DFM), que tiene como objetivo aumentar la intensidad y acercar la acción al jugador. El juego presenta dos modos de control, llamados "Óptimo", que evita que el jugador haga tiradas completas, y "Original", que les da a los jugadores el control total del avión. Las misiones cooperativas y el combate a muerte todos contra todos han regresado, pero se agregaron al juego dos nuevos modos llamados "Capital Conquest" y "Domination". Este es también el primer título de Ace Combat con una trama escrita principalmente por escritores no japoneses, con el destacado autor Jim DeFelice a la cabeza. Ambientada en 2015-2016, la historia del juego se centra principalmente en los miembros de la 108.ª Fuerza de Tarea de Naciones Unidas, una organización militar conjunta OTAN-Rusia asignada principalmente para sofocar una rebelión que se extiende por África Oriental.
Assault Horizon continuó la tendencia de los juegos de Ace Combat ambientados en la Tierra real en lugar de "Strangereal", el escenario de la mayoría de los juegos de Ace Combat. Como resultado, el juego se desarrolla en varias regiones, incluidas Miami, África Oriental, Moscú y Dubái. El juego recibió una recepción generalmente positiva tras su lanzamiento, y los críticos elogiaron la configuración, los gráficos y la banda sonora del juego. Sin embargo, algunos críticos criticaron el juego por tener una jugabilidad repetitiva y tener un guion excesivo. Se vendieron más de 1.07 millones de copias en todo el mundo tras su lanzamiento.

## Jugabilidad
La nueva característica principal del juego es un sistema llamado "Asalto a corta distancia" (CRA), que tiene como objetivo aumentar la intensidad y acercar la acción al jugador, sin la sensación de "disparar a puntos lejanos" que se ve comúnmente en los juegos de vuelo. En el juego, se denomina "Modo de pelea de perros" (DFM) para batallas aire-aire y "Modo de ataque aéreo" (ASM) para objetivos aire-tierra. No son opcionales, ya que ciertos aviones y objetivos terrestres no pueden destruirse sin CRA. Para iniciar DFM, el jugador toca LB+RB en Xbox 360 o L2+R2 en PS3 cuando se ha acercado lo suficiente al avión al que apunta. ASM se inicia presionando los mismos botones en puntos específicos alrededor del mapa. Los jugadores también pilotarán otros tipos de aviones y asumirán otras funciones de aviación de combate; El juego presenta los bombarderos estratégicos B-1 y B-2 y los helicópteros AH-64 Apache y UH-60 Black Hawk como vehículos que el jugador puede volar. Ciertas misiones pueden requerir que los jugadores actúen como artilleros de puerta Black Hawk u oficiales de armas a bordo de la cañonera AC-130 Spectre.

### Multijugador
El modo multijugador de Assault Horizon se ha mejorado desde Ace Combat 6: Fires of Liberation. Las misiones cooperativas y el combate a muerte todos contra todos han regresado, pero también se han agregado dos nuevos modos: "Capital Conquest" y "Domination". En Capital Conquest, dos equipos de 4 contra 4 u 8 contra 8 toman cada uno el control de su propio cuartel general y deben destruir el cuartel general del otro equipo. Primero, la base de transmisión en el centro del mapa debe estar bajo el control de un equipo; Una vez logrado esto, los atacantes y roles múltiples del equipo (y los bombarderos, dadas las condiciones adecuadas) pueden iniciar el Modo Ataque Aéreo para dañar el cuartel general del otro equipo. El primer equipo que destruya el cuartel general del otro gana; Si se alcanza el límite de tiempo antes de que se pueda destruir un cuartel general, entonces gana el equipo con mayor salud del cuartel general restante. En el sitio web Ace Combat, los jugadores pueden unirse a una facción en línea (una por cada ciudad capital que aparece en Capital Conquest), y cualquier punto que reciban individualmente mientras juegan en una determinada ciudad se destinará al control de esa ciudad por parte de la facción de ese jugador. Cada seis semanas, gana la facción con mayor control global.
En Domination, dos equipos de 4 contra 4 u 8 contra 8 luchan para hacerse con el control de tres bases diferentes en una sola ciudad. Tomar el control de una base es similar al modo "Rey de la colina" de otros juegos; Cuando una base es neutral, un equipo debe permanecer dentro de ella durante un cierto tiempo para apoderarse de ella. El equipo contrario debe destruir los objetivos terrestres que ahora aparecen alrededor de esa base, y luego debe permanecer dentro durante un cierto tiempo para apoderarse de ella. Cada 60 segundos se otorgan puntos a cada equipo, 1 por cada base que controlen en ese momento. El equipo con la mayor cantidad de puntos gana.

### Controles
Hay dos esquemas de control en el juego: "Óptimo" y "Original":
- El nuevo esquema de control "Óptimo" evita que el jugador haga tiradas completas, para obtener la estabilidad necesaria para sacar lo mejor del nuevo sistema de Asalto a Corta Distancia. Este es el modo predeterminado que se ha utilizado en la mayoría de los medios del juego y no se ha visto en la serie.
- El esquema de control "Original" es similar a los controles de los títulos anteriores en "Experto". Les da a los jugadores control total del avión, con el joystick izquierdo haciéndolo rodar en lugar de girar.

Además de estas configuraciones, hay muchas opciones para modificar los controles y adaptarse al estilo del jugador. Incluye la opción de configuración normal o inversa para el control de cabeceo, control de cámara, aceleración y guiñada. Los giros de alta G regresan de Ace Combat 6: Fires of Liberation, así como el piloto automático si se mantienen presionados ambos botones laterales. Por último, la asistencia de vuelo brinda oportunidades a los jugadores como nivelación automática, prevención automática de colisiones, prevención automática de pérdida, asistencia visual y selección automática de objetivos hacia adelante. La asistencia de vuelo se puede activar o desactivar. En Xbox 360, el juego es compatible con los joysticks Ace Edge lanzados con Ace Combat 6: Fires of Liberation.

## Trama

### Ambientación
A diferencia de otros juegos de la serie Ace Combat (pero en la misma línea que Ace Combat: Joint Assault), Assault Horizon se desarrolla en lugares del mundo real. La historia en sí tiene lugar entre 2015 y 2016, en lugares de África Oriental, Medio Oriente, Rusia y Estados Unidos.

### Personajes
Los protagonistas del juego son en su mayoría miembros del 108.º Grupo de Trabajo de las Naciones Unidas, una organización militar conjunta OTAN-rusa asignada principalmente para sofocar una rebelión que se extiende por África Oriental. Los jugadores asumen principalmente el papel del teniente coronel William Bishop, jefe del escuadrón Warwolf de la Fuerza Aérea de los Estados Unidos. Lo ayudan el compañero José "Guts" Gutiérrez, el general francés de la OTAN Pierre La Pointe y los pilotos de los escuadrones Nomad, Shooter y Spooky del 108. Los antagonistas son el general ruso Ivan Stagleishov y los pilotos de la Fuerza Aérea Rusa Andrei Markov y el mayor Sergei Illich, que son miembros de un sindicato criminal ruso llamado Blatnoi.

### Historia
En el prólogo, el teniente coronel de la USAF William Bishop lidera una defensa estadounidense de Miami contra las fuerzas rusas, pero es derribado por un misterioso avión con un motivo de "boca de tiburón"; toda la secuencia se revela como una pesadilla. Más tarde se despierta y ve a los supervivientes de un ataque con helicóptero contra un bastión insurgente en África Oriental siendo trasladados de urgencia para recibir tratamiento. Su fuerza es aniquilada después de que el grupo rebelde SRN detona un gran artefacto explosivo en la fortaleza. El 108.º se reagrupa para rescatar al mayor Sergei Illich, un oficial ruso que sirve en el grupo de trabajo y que fue derribado en una operación anterior. El uso del poderoso explosivo por parte de la SRN lleva al 108.º a un escondite en una cueva del SRN cerca de las ruinas arqueológicas de Mogadiyu, pero el co-comandante ruso del 108.º, el general Stagleishov, impide que sus fuerzas se unan al ataque e incluso lanzan sus cazas. En el camino de regreso, Warwolf recibe una llamada de socorro de una ciudad bajo ataque rebelde, pero son interceptados por los rusos. En el transcurso de la batalla, Bishop es alcanzado por Andrei Markov, un piloto ruso altamente calificado que pilota el mismo avión de la pesadilla de Bishop. Los rusos se retiran y los rebeldes detonan una versión más poderosa del misterioso explosivo en la base del 108 justo cuando aterriza Warwolf.
El 108 identifica la nueva arma como "Trinity", un explosivo convencional con el poder de un arma nuclear táctica y diseñado para diversas plataformas de armas, como misiles de crucero. Los supervivientes del 108 se dirigen a Dubái para defender la ciudad de elementos de la organización criminal rusa Blatnoi con el objetivo de utilizar el arma en la ciudad e interceptar barcos de carga rebeldes con la esperanza de encontrar armas Trinity. Sin embargo, esto le da tiempo a Blatnoi para lanzar un golpe de Estado en Rusia con el apoyo masivo del ejército ruso. Bajo el mando de Stagleishov, la llamada Nueva Federación Rusa rápidamente toma el control de Moscú y sus áreas circundantes, mientras que el 108 se une a otras unidades rusas leales para enfrentarse a las fuerzas golpistas. Illich, quien fue uno de los pilotos rusos que abandonaron África Oriental, ayuda en la contraofensiva pero desaparece cuando el 108 derriba con éxito un misil de crucero Trinity y un ICBM dirigido a los Estados Unidos. . Un misil Trinity destruye gran parte de la fuerza de ataque del 108 que se dirige a Moscú, y Bishop lidera a Warwolf para derribar un escuadrón de bombarderos ruso que se dirige a la capital; también derriba el avión personal de Markov y el piloto se expulsa. Al ver la inutilidad de la resistencia, Stagleishov negocia la rendición de la NRF intercambiando el último misil Trinity por inmunidad política, pero Markov lo mata y roba el arma. Se revela que Markov planeó todo como venganza contra Estados Unidos por un ataque aéreo durante la guerra de Bosnia que mató a su esposa, con el golpe como señuelo para atraer a muchas fuerzas estadounidenses fuera de su patria y debilitar sus defensas.
Illich se revela como el agente durmiente de Markov y traiciona al 108 al unir sus fuerzas con destino a los EE. UU. desde bases en América del Sur. La 108.ª y varias unidades de combate estadounidenses refuerzan y defienden Miami contra un ataque de las fuerzas de Markov. La pesadilla anterior de Bishop cobra vida, pero Guts puede protegerlo y el misil Trinity en el avión de Markov resulta dañado en el proceso. Bishop luego persigue a Markov e Illich que escapan y los encuentra en medio de un Huracán de categoría 5, Markov escapa mientras Illich cubre su retirada después de una batalla larga y desafiante. Bishop finalmente vence a Illich. El 108 se recupera y ayuda en la defensa de Washington D. C. contra un ataque ruso más grande. En un enfrentamiento final, Bishop finalmente elimina a Markov y derriba su misil Trinity dirigido a la Casa Blanca. Al aterrizar su avión en el Aeropuerto Nacional Reagan (Aeropuerto Nacional Ronald Reagan de Washington)], Bishop recibe una bienvenida de héroe mientras Guts es rescatado de manera segura.

## Desarrollo
El juego fue insinuado por primera vez en una solicitud de marca registrada por Bandai Namco en abril de 2010, luego se anunció oficialmente junto con un avance del juego el 9 de agosto. El juego se ha ampliado para incluir también el uso de helicópteros y cañoneras. El tráiler mostró al jugador usando una cañonera Apache Longbow AH-64D y ocupando la posición del artillero en el UH-60 Black Hawk mientras atacaba una aldea en el desierto. En el tráiler, la Fuerza Aérea de EE. UU. participa en peleas de perros con cazas rusos en Miami. El jugador está en un F-22 enfrentando y destruyendo a varios enemigos antes de ser derribado él mismo. Pierre La Pointe, el comandante francés de la 108.ª Fuerza de Tarea, informa a la Fuerza de Tarea sobre un As que lideró el ataque a Miami llamado Coronel Markov, quien ha sido apodado Akula (en ruso, tiburón) debido a la diseño en la nariz de su avión. La participación rusa en el conflicto ha sido descrita como "asesores y mercenarios" en el tráiler E3. Otra escena mostró un A-10 estadounidense atacando una flota de buques de guerra. El tráiler ampliado tenía escenas adicionales de batallas aéreas con el jugador volando un F-35 y un F-16 sobre Dubái y un ataque a una instalación petrolera en el desierto. La época está ambientada en algún momento de 2015 y tiene lugar en el este de África.
Ace Combat: Assault Horizon continúa la tendencia de los juegos de Ace Combat ambientados en la Tierra real en lugar de "Strangereal", el escenario de la mayoría de los juegos de Ace Combat. El juego se desarrolla en varios lugares, entre ellos: Miami, África Oriental, Dubái y el Oriente Medio, Rusia (Derbent, el Mar Negro, Cáucaso y Moscú específicamente), y Washington D. C. También se utilizaron pueblos y ciudades ficticios, incluidos Mogadiyu, Carruth y la Base Belyi (que se cree que está basada en Belaya). Los desarrolladores utilizaron imágenes satelitales para representar con precisión ubicaciones de la vida real, lo que permitió a los jugadores seleccionar edificios y ubicaciones reales mientras jugaban. Miami, África Oriental, Dubái, Moscú y Washington D. C. están disponibles en múltiples modos multijugador junto con París. Honolulu y Tokio se agregaron como mapas descargables.
Se lanzó una demostración el 13 de septiembre de 2011. Todos los jugadores de PlayStation 3 podían descargarla gratis, pero los jugadores de Xbox 360 necesitaban tener Xbox LIVE Gold durante la primera semana para poder descargarla; Luego también migró a Xbox LIVE Silver. La demostración incluyó la Misión 1 y la Misión 3, con la icónica batalla aérea de pesadilla sobre Miami desde los remolques y la operación de rescate con helicópteros de ataque en África, respectivamente. Desde entonces, se eliminó y otros jugadores ya no pueden descargarlo.
El creador de Macross, Shouji Kawamori, diseñó un avión ficticio para el juego, el "ASF-X Shinden II", que se lanzó el 25 de octubre del mismo año y se ofreció como contenido descargable. Se puede comprar en PlayStation Store por 7.99 dólares o en Xbox Marketplace por 640 MS Points.

## Lanzamiento
Para las regiones europeas, Bandai Namco lanzó una "Limited Edition" que también incluía la banda sonora del juego, un código canjeable para descargar el avión F-4E Phantom II y un cuaderno firmado por el equipo de desarrollo, todo en una caja doblada. . Los jugadores que reservaron esta edición limitada del juego la recibieron por el mismo precio que la edición estándar. También se lanzó una "Helicopter Edition" separada, que contiene un helicóptero Black Hawk controlado remotamente de 25 cm (con la librea que se ve en el juego), un control remoto, una batería recargable para el helicóptero y un bolígrafo y un llavero con la marca, además de con todo el contenido de la Limited Edition. Una edición especial lanzada en Japón incluyó "Aces at War: A History", un libro de arte especial que detalla el contenido de "Ace Combat Zero", "4" y "5" de un universo. perspectiva, así como notas de producción del equipo de Project Aces.
En Japón, los jugadores que reservaron el juego recibieron un código para descargar el F-4E Phantom II. En Estados Unidos, GameStop también ofreció el avión como un bono exclusivo de reserva. La edición japonesa del juego también tiene opciones para descargar máscaras especiales para el F-14D que representa los cazas transformables VF-1 Valkyrie de Roy Fokker y Hikaru Ichijo de Macross.
El 26 de noviembre de 2012 se lanzó un parche que solucionó algunos de los problemas discordantes de los que los jugadores se habían quejado con el modo multijugador, específicamente acerca de los jugadores que hacían trampa con ciertas armas o maniobras. Un día después, se anunció oficialmente la versión para PC del juego, así como la disponibilidad del juego en PlayStation Store y Xbox 360 Games on Demand. La versión para PC estaba disponible a través de minoristas, así como en Steam y Games for Windows Marketplace.
La "Enhanced Edition" es exclusiva para PC; Viene con controles y gráficos optimizados, así como varios aviones, diseños de aviones, mapas multijugador y habilidades multijugador adicionales. Fue lanzado en el invierno de 2012.
La "Advanced Edition" era exclusiva de PlayStation Store. Viene con los mapas de Tokio y Honolulu, así como el ASF-X Shinden II, F-15S/MTD, Su-37 Terminator, AV-8B Harrier II, CFA- 44 Nosferatu y Ka-50 Hokum.

### Novela relacionada
En marzo de 2012, ASCII Media Works lanzó Ace Combat: Ikaros in the Sky. Una novela relacionada con Assault Horizon, Ikaros in the Sky es la historia del personaje de la serie Kei Nagase mientras participa en el programa de combate ASF-X Shinden II de la JASDF.

## Recepción
El juego ha obtenido críticas generalmente positivas. Metacritic le da al juego un 78 sobre 100 (basado en 71 reseñas) para el lanzamiento de Xbox 360, un 77 sobre 100 (basado en 28 reseñas) para el lanzamiento de PlayStation 3, y un 77/100 para la Enhanced Edition en PC.
Los críticos elogiaron la configuración, los gráficos y la banda sonora del mundo real, pero criticaron el juego por ser repetitivo y demasiado escrito. Los críticos también elogiaron la actuación de voz de los personajes. La recepción por parte del público también ha sido positiva; Los usuarios de Metacritic dan un 6,8/10 para Xbox 360 y un 7,2/10 para PS3, y algunos jugadores sintieron que los nuevos elementos de juego mantuvieron la serie "fresca y emocionante". IGN le dio a "Assault Horizon" un 7,5/10, elogiando el juego por mantener los controles estilo arcade para que sea más fácil acceder a ellos. El editor señaló que esto se parecía más a un spin-off que a una parte real de la serie, especialmente porque no tenía un número; sin embargo, nuevamente fue criticado por su repetición en los nuevos sistemas Close Range Assault. GameSpot le dio al juego un 5.5/10 Y 1UP le dio un D+, encontrar que algunas de estas características criticadas fueron las que arruinaron el potencial del juego y comparar el juego con la serie Call of Duty.
En respuesta a la respuesta inicial mayoritariamente positiva, Bandai Namco Games creó un "Tráiler de elogios" especial un mes después del lanzamiento del juego, en el que muchos de los comentarios positivos de críticos conocidos se presentan junto con el juego. Hasta el 8 de mayo de 2012, el juego ha vendido 1.07 millones de copias en todo el mundo.